# Retinopatie fotică
Retinopatia fotică este o deteriorare a retinei ochiului, în special a maculei, de la expunerea prelungită la radiația solară sau lumină puternică, de exemplu, lasere sau sudură. Termenul include retinopatie solară, de laser, și de sudură și este sinonim cu fototoxicitatea retinei. Aceasta apare de obicei din cauza privirii îndelungate la soare, privirii la o eclipsă de soare, sau vizualizării unei D65 ultraviolete, iluminante, sau altă lumină puternică.[1]

## Patofiziologia
Deși este frecvent susținut că retina este arsă prin privirea la soare, deteriorarea retinei pare să apară în primul rând datorită prejudiciului fotochimic mai degrabă decât celui termic. Creșterea temperaturii de la privirea la soare cu o pupilă de 3 mm cauzează doar o creștere de 4 °C a temperaturii, insuficientă pentru a fotocoagula. Energia este încă fototoxică: deoarece lumina promovează oxidare, reacțiile chimice au loc în țesuturile expuse cu molecule de oxigen nelegate. De asemenea, se pare că retinopatia seroasă centrală poate fi un rezultat al unei depresie într-un ochi deteriorat solar tratat.
Durata de expunere necesară pentru a provoca un prejudiciu variază cu intensitatea luminii, și afectează, de asemenea, posibilitatea și durata de recuperare.

## Semne și simptome
- Acuitate vizuală redusă pe termen lung[5][6]
- Scotome centrale sau paracentrale[5][6]

Pierderea vederii din cauza retinopatiei solară este de obicei reversibilă, durând de la o lună la peste un an. Schimbările fundului de ochi sunt variabile și, de obicei bilaterale, cazurile ușoare de multe ori nu arată nici o alterație, și cazurile moderate până la severe arată un loc galben foveal în primele zile după expunere. După câteva zile, acesta este înlocuit cu un punct roșiu, adesea înconjurat de pigment.
Găuri și leziuni permanente sunt posibile; prognosticul se agravează cu pupile midriatice sau expunere prelungită.

## A vedea de asemenea
- Retinopatia
- Miracolul  Soarelui